# لی الین بیکر
لی اَلین بِیکِر (انگلیسی: Leigh-Allyn Baker؛ زادهٔ ۱۳ مارس ۱۹۷۲) یک هنرپیشه، صدا پیشه و کارگردان اهل ایالات متحده آمریکا است. وی از سال ۱۹۹۰ میلادی تاکنون مشغول فعالیت بوده‌است.

## گزیدهٔ آثار

### تلویزیون
- پنگوئن‌های ماداگاسکار (۲۰۱۱)
- هانا مونتانا (۲۰۰۹–۲۰۰۸)
- نام من ارل است (۲۰۰۷)
- دکتر هاوس (۲۰۰۶)
- بابای آمریکایی! (۲۰۰۶)
- بوستون لیگال (۲۰۰۵)
- چشم عزیزم (۲۰۰۲)
- نسخه اولیه (۲۰۰۰)
- افسون‌شده (۱۹۹۹–۱۹۹۸)
- ویل و گریس (۲۰۰۶–۱۹۹۸)
- دفترچه خاطرات یک بی‌عرضه
- دفترچه خاطرات یک بی‌عرضه: حرف، حرف رودریکه
- دفترچه خاطرات یک بی‌عرضه: چله تابستون